# Evropský den památky spravedlivých
Evropský den památky spravedlivých je významný den, který v roce 2012 ustavil Evropský parlament jako připomínku těch, kteří se z vlastního morálního přesvědčení postavili zločinům proti lidskosti a totalitním režimům. Tento den rozšiřuje myšlenku udělování ocenění Spravedlivý mezi národy tak, jak ji vypracoval památník Jad Vašem, na všechny případy genocidy a formy totalitarismu, a to díky odhodlání Moše Bejského.
Evropský den památky spravedlivých připadá na 6. března, den výročí úmrtí Mošeho Bejského.

## Historie
Žádost o vyhlášení Evropského dne spravedlivých přednesly Evropské unii a Radě Evropy stovky předních italských a evropských osobností ze světa kultury pod záštitou neziskové organizace Gariwo – Zahrada spravedlivých. Brzy tato výzva získala podporu významných institucí, jako jsou například prezident Polské republiky, Knihovna Václava Havla, organizace Libera, kterou založil otec Luigi Ciotti, a mnoha dalších vlivných subjektů z celé Evropy. Mezi nejznámější signatáře patří Umberto Eco, Dario Fo nebo Daniel Goldhagen.
Písemné prohlášení č. 3/2012, které dne 16. ledna 2012 předložili Gabriele Albertini, Lena Kolarska-Bobińska, Niccolò Rinaldi a David-Maria Sassoli, vymezuje cíle Evropského dne památky spravedlivých takto:

Evropský parlament,
– s ohledem na článek 123 jednacího řádu,
A. připomínaje značný morální význam Zahrady spravedlivých v Jeruzalémě zřízené z podnětu Mošeho Bejského, jež vzdává hold těm, kteří během holocaustu pomáhali Židům;
B. připomínaje instituce, které ocenily osoby, jež zachraňovaly lidské životy během všech genocid, masových vražd (např. v Arménii, Bosně, Kambodži a Rwandě) a dalších zločinů proti lidskosti spáchaných ve 20. a 21. století;
C. připomínaje všechny ty, kteří chránili lidskou důstojnost během nacismu a komunistického totalitního režimu;
D. vzhledem k tomu, že připomínání si vykonaného dobra je nezbytné pro proces evropské integrace, protože mladší generace učí, že každý vždy může zvolit pomoc jiným lidským bytostem a bránit lidskou důstojnost, a že veřejné instituce jsou povinny vyzdvihovat příklad lidí, kteří dokázali chránit osoby pronásledované kvůli nesnášenlivosti;
1. podporuje žádost významných osobností o vyhlášení Evropského dne památky spravedlivých, abychom si 6. března připomínali ty, kteří se jako jednotlivci postavili zločinům proti lidskosti a totalitním režimům;

2. pověřuje svého předsedu, aby toto prohlášení spolu se jmény jeho signatářů předal vysoké představitelce Unie pro zahraniční věci a bezpečnostní politiku, Komisi, Radě a parlamentům členských států.

Evropský parlament schválil Evropský den památky spravedlivých dne 10. května 2012 388 podpisy.

## Oslavy
Činnost spojenou se spravedlivými na mezinárodní úrovni podporuje Gariwo – Zahrada spravedlivých, Zahrada spravedlivých pro Armény v Jerevanu, spisovatelka a zakladatelka nevládní organizace Gariwo Svetlana Broz, jež usiluje o založení Zahrady spravedlivých v Sarajevu, a další osobnosti, jako je například Yolande Mukagasana, nositelka titulu Spravedlivý mezi národy a svědkyně rwandské genocidy.

### 2012

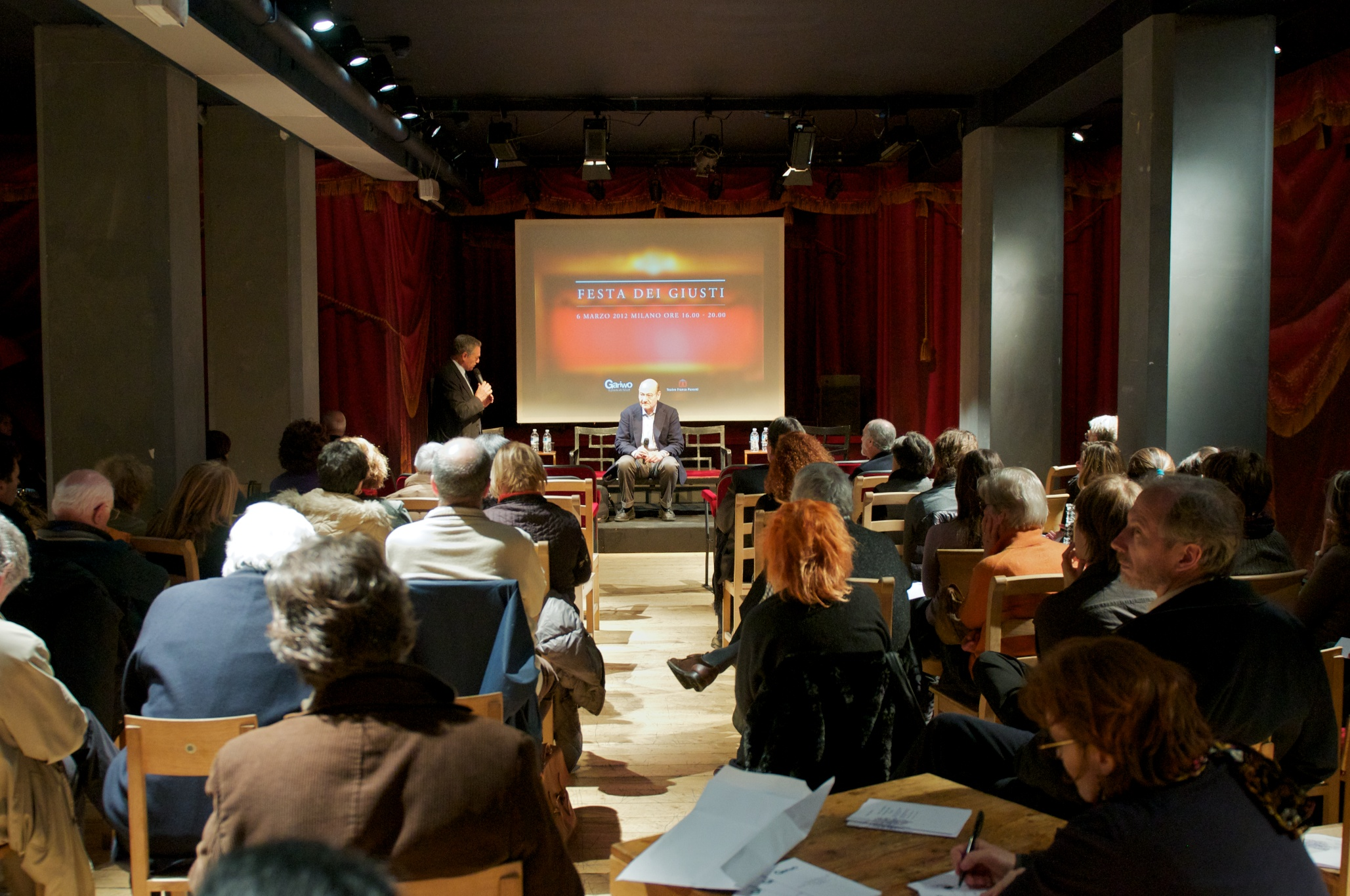
Oslava na počest spravedlivých v divadle Teatro Franco Parenti v Miláně

- Dědictví Václava Havla a Charty 77 a Evropský den spravedlivých. Konference uskutečněná v Praze dne 8. února 2012 za účasti vážených hostů, jako jsou Milan Horáček, německý politik českého původu a poslanec Evropského parlamentu, signatář Charty 77 a filozof Daniel Kroupa nebo člen Charty Pavel Bratinka. Gabriele Nissim poprvé v České republice představil svůj dokumentární film I giovani dell'antipolitica, který o Havlovi a Chartě 77 tajně natočil v Praze v roce 1986.[2]
- Oslava na počest spravedlivých. Konala se v divadle Teatro Franco Parenti v Miláně dne 6. března 2012. Zazněly při ní příběhy svědků, projevy zástupců ze světa kultury a umění, ukázky z knihy La Bontà Insensata, kterou Gabriele Nissim nedlouho předtím vydal, a promítaly se filmy a dokumenty.
- Koncert na počest spravedlivých. Uskutečnil se ve Varšavě dne 30. března 2012. Zúčastnili se mimo jiné italský velvyslanec Riccardo Guariglia, někdejší disident Adam Michnik a herečka Maja Komorowska. Zazněla hudba Fryderyka Chopina a Gaetana Liguoriho v podání pianisty Janusze Olejniczaka.

### 2013
Město Milán se stává představitelem iniciativ Evropského dne památky spravedlivých, je inspirací pro Evropu a zahajuje oslavy, které se budou konat i v Bruselu, Varšavě, Praze, Sarajevu a Petrohradu. S vlastními iniciativami se připojují i další italská města, například Brescia, Padova, Monza nebo Tolentino.

## Strom Evropského dne památky spravedlivých
Logo iniciativ ze dne 6. března představuje strom, který je tvořen klíčovými slovy vyjadřujícími hodnoty tohoto dne.